# Daphne luzonica
Daphne luzonica är en tibastväxtart som beskrevs av C. B. Robinson. Daphne luzonica ingår i släktet tibaster, och familjen tibastväxter. Inga underarter finns listade i Catalogue of Life.